# Kenya Barris
Kenya Barris (Inglewood, California; 9 de agosto de 1974) es un guionista y productor estadounidense, creador de numerosos espectáculos televisivos, incluyendo el espectáculo aclamado por la crítica, Black-ish, brevemente también coejecutivo produciendo la serie de televisión El Juego. Barris también fue cocreador y productor de America's Next Top Model con Tyra Banks. Es autor de This Is Basic Sh*t: Uncensored Thoughts From a Black Dude About Stuff We Know y Are Shocked You Don't, el cual fue lanzado en septiembre de 2017.

## Vida personal
Es padre de seis niños con Rainbow Barris, de quien se divorció en agosto de 2019. Ella es doctora. También es un alumno de la Clark Atlanta University.

## Premios
Black-ish fue el gran ganador de los NAACP Image Awards 2018. Éste fue nombrado mejor serie de comedia y Tracee Ellis Ross y Anthony Anderson tomaron honores actorales.
Black-ish fue el ganador del premio Entertainment And Children's Peabody en 2016.
Kenya Barris y Black-ish también ganó el NAACP Image Award a la Serie de Comedia Mejor Escrita. Éste fue nominado para el mismo premio en 2017.
Barris fue también nominado a un Premio Emmy a Mejor Serie de Comedia en 2016, un Gold Derby al Mejor Productor de Comedia Televisiva en 2016, y un Premio PGA a Mejor Productor de Televisión, la comedia Black-ish en 2014.
En 2016, Barris ganó el premio Rod Serling por Avanzar la Justicia Social A Través de Medios de Comunicación Populares.